# ليونيل بنروز
ليونيل بنروز (بالإنجليزية: Lionel Penrose)‏ هو طبيب نفسي وطبيب أطفال، وعالم وراثة ورياضيات بريطاني وأيضا منظر شطرنج من مواليد 11 يونيو 1898. عرف بينروز بصفة خاصة بعمله الرائد في مجال وراثة اضطراب التخلف العقلي. كما شغل أيضا منصب أستاذ في تحسين النسل بكلية لندن الجامعية، ومنصب أستاذ فخري في وقت لاحق.

## التعليم
تلقى بنروز تعليمه في مدرسة داونز وكولوال ومدرسة كويكر لايتون بارك في ريدنغ، ومن ثم في كلية سانت جونز (كامبريدج).
عند تركه المدرسة في عام 1916، وباعتباره معترض ضميري، خدم بنروز مع وحدة إسعاف الأصدقاء (الصليب الأحمر البريطاني) في فرنسا حتى نهاية الحرب العالمية الأولى. ليواصل بعدها الدراسة في كلية سانت جون في كامبريدج. في كامبردج، حصل على الدرجة الأولى في العلوم الأخلاقية قبل أن يغادر إلى فيينا لمدة عام، للدراسة في قسم علم النفس بجامعة فيينا. بحلول سنة 1928 تأهل بنروز للعمل في مستشفى سانت توماس، قبل أن يحصل على الدكتوراه في الطب سنة 1930.

## المسيرة المهنية
أجرى بينروز أبحاثا حول مرض انفصام الشخصية، حيث صمم اختبارات ذكاء غير لفظية، لا تزال قيد الاستخدام إلى غاية اليوم. بنروز كان أيضا واحدا من أوائل الباحثين في حالة بيلة الفينيل كيتون خلال ثلاثينيات القرن العشرين.
«مسح كولتشيستر» لبنروز، الذي تم إنجازه بحلول سنة 1938 بالتعاون مع مجلس البحوث الطبية، تحت عنوان التقرير الخاص لمجلس البحوث الطبية: رقم 229، دراسة سريرية ووراثية لـ 1280 حالة عجز عقلي،  كان أول محاولة جادة لدراسة التخلف العقلي من زاوية علم الوراثة. خلص بحثه في النهاية إلى أن أقارب المرضى الذين يعانون من التخلف العقلي الحاد لا يتأثرون بذلك بشكل عام، ولكن البعض منهم يتأثر بشدة مشابهة للمريض الأصلي، في حين أن أقرباء المرضى الذين يعانون من التخلف العقلي المعتدل يميلون في الغالب إلى إعاقة طفيفة أو محدودة. كنتيجة لذلك، اتجه بنروز بعدها لتحديد ودراسة العديد من الأسباب الوراثية والكروموسومية للتخلف العقلي. ليتوج عمله هذا بكتاب بعنوان «بيولوجيا التخلف العقلي».
في أعقاب الحرب العالمية الثانية كان بنروز شخصية محورية في علم الوراثة الطبية في بريطانيا. بالموازاة مع ذلك شغل  خلال الفترة الممتدة ما بين سنتي 1945 و1965 منصب خبير في تحسين النسل بمختبر غالتون التابع لكلية لندن الجامعية. حصل خلال ذلك على عدد من الجوائز والأوسمة بما فيها جائزة ألبرت لاسكر للأبحاث الطبية الأساسية لسنة 1960.
ينص قانون بنروز  على أن حجم السكان في السجون ومستشفيات الأمراض النفسية يرتبط ارتباطا عكسيا، على الرغم من أن ذلك يُنظر إليه بشكل عام على أنه شيء من التبسيط المفرط.
كان بنروز، وهو عضو في جمعية الأصدقاء (الكويكرز)، شخصية بارزة في الرابطة الطبية لمنع الحرب خلال فترة الخمسينات.
طور بيرنوز طريقة تسمى باسمه (طريقة بيرنوز) لتوزيع المقاعد في جمعية عالمية معينة تعتمد على الجذر التربيعي لسكان كل دولة ممثلة. يعتمد نظام التصويت في هذا التجمع على قوة التصويت لأي ناخب (يقاس بواسطة مؤشر بنروز وبانزهاف) مع تناقص حجم هيئة التصويت باعتبارها واحد على جذره التربيعي.
كان بنروز مهتما بشكل خاص بالجوانب المختلفة لعلم الأحياء، على غرار بصمات الأصابع والتركيبة السكانية بالإضافة إلى علم الوراثة الخلوية، والتي كانت نتيجة لبحثه حول مشكلات التخلف العقلي، وخاصة متلازمة داون. حيث أجرى أبحاثا مكثفة حول هذه الأخيرة، ونشر نتائجها بحلول سنة 1963، ليحصل كنتيجة لذلك على جائزة مؤسسة جوزيف باتريك كينيدي جونيور نظير مساهماته في مجال فهم أسباب التخلف العقلي.

## الحياة الشخصية
تزوج بنروز بحلول سنة 1928 من مارجريت ليثس التي أنجب معها أربعة أطفال هم:
- أوليفر بنروز، فيزيائي من مواليد سنة 1929.
- روجر بنروز، فيزيائي رياضي ورياضياتي من مواليد سنة 1931 (شارك والده ليونيل في كتابة أبحاث حول مثلث بنروز).
- جوناثان بنروز، لاعب شطرنج وعالم نفسي، ولد بحلول سنة 1933.
- شيرلي هودجسون، عالم وراثة من مواليد 1945.

بعد وفاة بينروز، تزوجت مارجريت من عالم الرياضيات ماكس نيومان (1984-1897)، وتوفيت في سنة 1989.
بنروز هو ابن الرسام الأيرلندي جيمس دويل بنروز و إليزابيث جوزفين بنروز، أما شقيقه فهو الفنان البريطاني رولاند بنروز.

## روابط خارجية
- ليونيل بنروز على موقع الموسوعة البريطانية (الإنجليزية)